# 韓基周
韓 基周（ハン・キジュ、朝: 한기주、1987年4月29日 - ）は、大韓民国の光州広域市出身の元プロ野球選手（投手）。右投げ右打ち。2008年北京オリンピック野球金メダリスト。本貫は清州韓氏。

## 経歴

### 起亜時代
光州広域市の東成（ドンソン）高等学校時代から時速150kmを超える速球で鳴らした。高校3年生であった2005年の1次ドラフトで起亜タイガースの指名を受けて、契約金10億ウォン（当時のレートで約1億500万円）、年俸2千万ウォンで入団した。契約金は球団史上最高額で彼に掛けた球団の期待の大きさを表している。
しかし、入団当初は先発ローテーションに組み入れられていたが、制球難で2軍落ちも経験。夏場からリリーフに起用されると、これが奏功、翌年の2007年からはストッパーに転向して、タイガースとしては1998年の林昌勇（イム・チャンヨン）以来の20セーブを記録した。以降抑えに定着、2年間で51セーブを挙げた。
抑えでの実績とMAX159km/hの球速を買われて、北京オリンピック野球韓国代表に選ばれ、壮行試合の対キューバ戦で不振だった呉昇桓（オ・スンファン）の代わりに抑えに指名された。
しかし、初戦の対アメリカ合衆国戦から2点差の9回に登板して1死も取れないまま逆転の走者を残し降板。チーム・メイトでもある後続の尹錫珉（ユン・ソクミン）が逆転を許し救援に失敗。また、3点のリードをもらって9回の頭から登板した予選の対日本戦でも1死も獲れず、一打同点の危機状況を作ってまた救援に失敗。2日後のチャイニーズタイペイ戦では8対6に追われた6回に登板して同点を許してまたまた救援に失敗。7回に味方が勝ち越し点を上げて勝利投手にはなれたが、救援にことごとく失敗して、その後は登板の機会が回らなかった。
韓国代表はこの大会で史上初の金メダルを獲得し、最高の結果を残したが、本人にとっては散々な大会となった。勝ちゲームで度々登板するも結果を残せず、韓国では「サスペンス作家」などのあだ名を付けられた。しかし、オリンピック代表の一員として兵役の現役服務を免除された。
オリンピックでの不振が影響して第2回WBC選考では1次エントリーから外され、WBCでの出場はなくなるかと思われたが、2009年1月8日、予備エントリーメンバーとして選ばれた。しかし、出場選手エントリーには含まれなかった。同年の韓国プロ野球公式戦でも、序盤にセーブ失敗を重ねると抑えの座を剥奪され、シーズン中にひじの手術を受けたこともあり、2軍生活が長く続き不本意なシーズンを送り、オフの11月にはトミー・ジョン手術も受けた。2010年はすべてリハビリに費やし1軍での登板はなかったが、2011年7月に1年10ヶ月ぶりの1軍登板を果たしセーブも記録した。2013年から2014年まで一軍登板がなく、2015年ようやく一軍登板を果たし2016年は先発でも起用され4勝を記録した。
2017年はまたも一軍登板がなかった。

### 三星時代
同年11月29日、李永旭とのトレードで三星ライオンズへ移籍した。
2019年は一軍登板がなく、この年限りで現役を引退した。

## プレースタイル・人物
球速はあるがスピードガンに計測されるほどの威力が感じられない時があり、これが単純な球種と相まって、たまに痛打され救援に失敗することがある。
パーマのヘアスタイルに眼鏡をした姿が特徴である。

## 詳細情報

### 年度別投手成績
| 年 度    | 球 団    | 登 板 | 先 発 | 完 投 | 完 封 | 無 四 球 | 勝 利 | 敗 戦 | セ 丨 ブ | ホ 丨 ル ド | 勝 率 | 打 者 | 投 球 回 | 被 安 打 | 被 本 塁 打 | 与 四 球 | 敬 遠 | 与 死 球 | 奪 三 振 | 暴 投 | ボ 丨 ク | 失 点 | 自 責 点 | 防 御 率 | W H I P |
| -------- | -------- | ----- | ----- | ----- | ----- | -------- | ----- | ----- | -------- | ----------- | ----- | ----- | -------- | -------- | ----------- | -------- | ----- | -------- | -------- | ----- | -------- | ----- | -------- | -------- | ------- |
| 2006     | KIA      | 44    | 17    | 0     | 0     | 0        | 10    | 11    | 1        | 8           | .476  | 584   | 14.2     | 117      | 8           | 52       | 1     | 12       | 78       | 8     | 0        | 57    | 51       | 3.26     | 1.20    |
| 2007     | KIA      | 55    | 0     | 0     | 0     | 0        | 2     | 3     | 25       | 0           | .400  | 280   | 70.1     | 53       | 4           | 19       | 2     | 9        | 66       | 2     | 1        | 19    | 19       | 2.43     | 1.02    |
| 2008     | KIA      | 46    | 0     | 0     | 0     | 0        | 3     | 2     | 26       | 0           | .600  | 225   | 58.0     | 44       | 1           | 16       | 1     | 2        | 46       | 0     | 0        | 11    | 11       | 1.71     | 1.03    |
| 2009     | KIA      | 26    | 0     | 0     | 0     | 0        | 4     | 5     | 4        | 0           | .444  | 156   | 34.0     | 39       | 6           | 15       | 2     | 1        | 30       | 1     | 0        | 20    | 16       | 4.24     | 1.59    |
| 2011     | KIA      | 16    | 3     | 0     | 0     | 0        | 1     | 3     | 7        | 0           | .250  | 126   | 28.2     | 31       | 0           | 11       | 0     | 1        | 20       | 2     | 0        | 13    | 13       | 4.08     | 1.47    |
| 2012     | KIA      | 16    | 0     | 0     | 0     | 0        | 1     | 1     | 7        | 0           | .500  | 88    | 19.2     | 20       | 1           | 8        | 1     | 2        | 13       | 2     | 0        | 8     | 7        | 3.20     | 1.42    |
| 2015     | KIA      | 7     | 0     | 0     | 0     | 0        | 0     | 0     | 0        | 0           | ----  | 39    | 8.1      | 11       | 0           | 5        | 0     | 0        | 4        | 0     | 0        | 4     | 3        | 3.24     | 1.92    |
| 2016     | KIA      | 29    | 5     | 0     | 0     | 0        | 4     | 3     | 1        | 1           | .571  | 278   | 56.2     | 81       | 11          | 30       | 3     | 5        | 27       | 1     | 0        | 48    | 48       | 7.62     | 1.96    |
| 2018     | サムスン | 33    | 1     | 0     | 0     | 0        | 1     | 4     | 0        | 3           | .200  | 183   | 39.0     | 54       | 8           | 12       | 0     | 5        | 30       | 1     | 1        | 32    | 29       | 6.69     | 1.69    |
| KBO：9年 | KBO：9年 | 272   | 26    | 0     | 0     | 0        | 26    | 32    | 71       | 12          | .448  | 1959  | 455.1    | 450      | 39          | 168      | 10    | 37       | 314      | 17    | 2        | 212   | 197      | 3.89     | 1.36    |

### 背番号
- 10（2006年- 2011年）
- 52（2012年）
- 17（2013年3月-2013年7月4日、2014年 - 2017年）
- 14（2013年7月5日 - 2013年12月）
- 27（2018年 - 2019年）